# 030 T Ouest 1384 à 1397 et 1412 à 1416

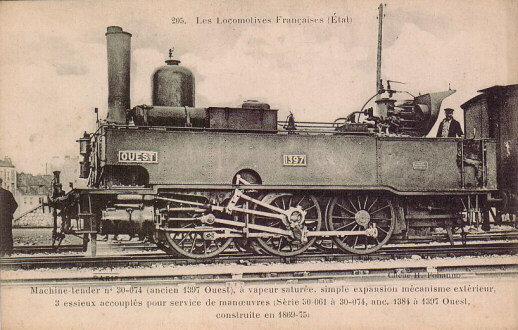
La 030T 1397.

Les 030 T 1384 à 1397 et 1412 à 1416 étaient des locomotives-tender construites pour l'ancienne Compagnie des chemins de fer de l'Ouest.
Ce sont des locomotives de manœuvre à vapeur saturée et simple expansion construite à partir de 1869.